# Sacha Bansé
Sacha Bansé, né le 16 mars 2001 à Geel en Belgique, est un footballeur international burkinabé, qui possède aussi la nationalité belge. Il joue au poste de milieu défensif au SpVgg Greuther Fürth.

## Biographie

### En club
En juillet 2022, Sacha Bansé rejoint le SL16, l'équipe réserve du Standard de Liège qui évolue en deuxième division. Il dispute 30 rencontres avec la réserve lors de la saison 2022-2023.
Il dispute son premier match avec l'équipe professionnelle le 3 juin 2023 sur le terrain de son club formateur de La Gantoise, en remplaçant Marlon Fossey à dix minutes de la fin de la rencontre. En début de saison suivante, le joueur dispute trois rencontres en sortie de banc.
Le 1er septembre 2023, le milieu est prêté, sans option d'achat, au Valenciennes FC.

### En sélection
Sacha Bansé est né d'un père d'un père burkinabé et d'une mère belge, et est ainsi éligible pour ces deux sélections.
Au cours de la saison 2015-2016, il dispute quatre rencontres avec l'équipe de Belgique des moins de 15 ans.
En décembre 2023, l'athlète est convoqué par Hubert Velud pour participer à la CAN 2023. Il honore sa première sélection en équipe du Burkina Faso le 5 janvier 2024 face à l'Iran en amical, en remplaçant Mohamed Konaté à cinq minutes du terme. Le footballeur est titularisé pour la première fois face à la RD Congo cinq jours plus tard, toujours en préparation à la CAN.
Au cours de la CAN 2023, Sacha Bansé rentre en jeu à une minute du terme face à l'Angola en poules, puis à vingt minutes de la fin de la rencontre contre le Mali en huitièmes de finale. 